# Rocco Palese
Rocco Palese (Acquarica del Capo, 31 dicembre 1953) è un politico italiano, dal 3 febbraio 2022 al 23 aprile 2024 Assessore alla Salute della Regione Puglia.

## Biografia
Nato ad Acquarica del Capo (Lecce), laureatosi in medicina e chirurgia nel 1981 presso l'Università degli Studi di Bari, specializzato in chirurgia generale e d'urgenza, ricoprendo incarichi direttivi importanti nelle ASL leccese. Dal 1990 al 1993 è stato vicesindaco della sua città natale e successivamente consigliere comunale.
Nel 1994, con lo scioglimento della DC, aderisce alla rinascita del Partito Popolare Italiano (PPI) di Mino Martinazzoli e l'anno successivo segue Rocco Buttiglione, segretario del PPI, e l'ala del partito favorevole all'alleanza con Forza Italia di Silvio Berlusconi e Alleanza Nazionale (AN) di Gianfranco Fini nella nascita dei Cristiani Democratici Uniti (CDU), con cui alle elezioni regionali in Puglia di quell'anno si candida nel listino bloccato del candidato presidente di centro-destra Salvatore Distaso, risultando eletto in consiglio regionale della Puglia, dove ricopre l'incarico di presidente della Commissione Sanità..
A gennaio 1996 viene nominato come primo segretario regionale del CDU in Puglia e mantiene l'incarico sino al commissariamento della segreteria regionale del partito nel 1998. Nello stesso anno viene nominato vicepresidente della giunta regionale guidata da Distaso e assessore al Bilancio.
Nel 1999 abbandona il CDU ed aderisce a Forza Italia, di cui l'anno successivo è nominato vice-responsabile del dipartimento economico del partito.
Alle successive elezioni regionali del 2000 è confermato consigliere tra le file di Forza Italia in provincia di Lecce, con 28.540 voti di preferenza che lo rendono il più suffragato in Puglia e in Italia.
Dal 2000 al 2005 è stato assessore al Bilancio e alla Programmazione per la giunta guidata da Raffaele Fitto.
Alle elezioni regionali del 2005 (vinte dal candidato del centro-sinistra Nichi Vendola) viene rieletto consigliere per la terza volta con 28.489 voti di preferenza; successivamente viene anche nominato presidente del gruppo consiliare del Popolo della Libertà.
Alle elezioni politiche del 2008 viene candidato alla Camera dei deputati, per Il Popolo della Libertà (PdL), senza essere eletto.

### Candidatura alla presidenza della Regione Puglia
Grazie al supporto di Raffaele Fitto, viene candidato alla Presidenza della Regione Puglia nelle elezioni regionali del 2010, venendo sostenuto da una coalizione di centro-destra composta da Il Popolo della Libertà, La Puglia Prima di Tutto, Alleanza di Centro, Popolari UDEUR, Pensionati e dalla lista civica I Pugliesi per Rocco Palese. Non riceve tuttavia l'appoggio dell'Unione di Centro, che assieme a Io Sud, si schiera a sostegno della candidata Adriana Poli Bortone.
Alle elezioni ottiene 899.590 voti (42,25%), venendo sconfitto dal presidente uscente Nichi Vendola (48,64%). Accede comunque al consiglio regionale, dove mantiene l'incarico di capogruppo del Popolo della Libertà.

### Elezione a deputato
Alle elezioni politiche del 2013 viene ricandidato alla Camera, tra le liste del Popolo della Libertà nella circoscrizione Puglia in settima posizione, venendo eletto deputato. Nella XVII legislatura della Repubblica è stato vicepresidente della 5ª Commissione Bilancio, tesoro e programmazione della Camera dal 21 luglio 2015 al 22 marzo 2018, oltre che componente della 5ª Commissione Bilancio, tesoro e programmazione della Camera dal 7 maggio 2013 al 22 marzo 2018, della Commissione parlamentare d'inchiesta sul rapimento e sulla morte di Aldo Moro dal 1º ottobre 2014 al 12 febbraio 2015.
Il 16 novembre 2013, con la sospensione delle attività del PdL, aderisce alla rinascita di Forza Italia.
Nel 2015 abbandona Forza Italia ed aderisce a Conservatori e Riformisti (CoR) di Raffaele Fitto, e il 19 novembre, assieme agli altri deputati di CoR passa al gruppo misto, aderendo alla componente "Conservatori e Riformisti", in quell'occasione viene nominato vicepresidente del gruppo misto.
Il 15 giugno 2017 abbandona Conservatori e Riformisti per tornare in Forza Italia.
Alle elezioni politiche del 2018 viene ricandidato alla Camera nel collegio uninominale Puglia - 09 (Casarano), sostenuto dalla coalizione di centro-destra, ma non viene eletto.

### Assessore alla Sanità della Puglia
Il 3 febbraio 2022 viene nominato, dal presidente della Regione Puglia Michele Emiliano, assessore alla Sanità della giunta regionale della Puglia, subentrando al dimissionario Pierluigi Lopalco. Il 23 aprile 2024 si dimette dalla carica di assessore alla Sanità.